# Neoscolecithrix caetanoi
Neoscolecithrix caetanoi is een eenoogkreeftjessoort uit de familie van de Tharybidae. De wetenschappelijke naam van de soort is voor het eerst geldig gepubliceerd in 1985 door Alvarez.